# Теория рационального выбора
Теория рационального выбора — общий термин для различных подходов теории действия в социальных науках. Эти подходы описывают рациональное поведение действующих субъектов (акторов). Важное значение теория имеет для экономики, где рациональный выбор является одной из основополагающих концепций.

## История
Теория рационального выбора ориентируется на классическую политическую экономию Адама Смита. Смит опирался на идею рационального поведения в своих работах «Теория нравственных чувств» и «Исследование о природе и причинах богатства народов». В явном виде смитовское представление о рациональном поведении сформулировал Джон Стюарт Милль, который представил идею человека экономического (лат. homo economicus). Впоследствии эта идея была позаимствована авторами маржиналистской революции, которая завершилась созданием неоклассической школы. В её основе лежит представление о том, что экономические ситуации можно рассматривать как взаимодействие спроса и предложения. Спрос и предложение являются результатом оптимизирующего рационального поведения потребителя и производителя.
В социологии теория рационального выбора опирается на «понимающую социологию» Макса Вебера и идеи Ганса Моргентау. Делается попытка объяснить сложные социальные действия с помощью абстрактных моделей. Ранее представители теории рационального выбора видели перспективы её применения в возможности установления универсальных социальных законов по аналогии с ньютоновской механикой, однако современные исследователи, признавая достоинства математических моделей для теоретических построений, также указывают на приоритет причинных объяснений.
В XX веке модели рационального поведения подвергались явной или неявной критике. Создатель макроэкономики Джон Мейнард Кейнс фактически отошел от принципов неоклассической школы. Его рассуждения нередко опирались на поведенческие предпосылки, апеллирующие к психологии: основной психологический закон, животный дух инвесторов и т. п. Экономистам пришлось предпринять усилия, чтобы примирить неоклассический подход и кейнсианскую макроэкономику в рамках неоклассического синтеза. Тем не менее, поведенческая экономика продолжила развиваться. В качестве альтернативы полной рациональности были предложены также модели ограниченной и органической рациональности. Герберт Саймон предложил вместо принципа максимизации использовать принцип удовлетворения, то есть поиск агентов не лучшего, а первого подходящего решения.
Рациональность также использовалась для анализа поведения в условиях риска и неопределенности. На этой основе была построена теория ожидаемой полезности. Со временем в ней были обнаружены противоречия (парадоксы), которые привели к попыткам предложить альтернативные решения. Одним из них является теория перспектив Даниэля Канемана и Амоша Тверски.
Современные модели рационального выбора варьируются от классической концепции Homo economicus (человек экономический) до модели RREEMM (человек изобретательный, ограниченный, оценивающий, ожидающий, максимизирующий) в современной социологии. В понимании предпочтений рационального индивида в настоящее время отсутствует единство.
Относительно новой попыткой построить альтернативную модель поведения человека является нейроэкономика — междисциплинарное направление на стыке экономической теории, нейробиологии и психологии. Нейроэкономика использует экономические модели для изучения работы мозга в процессе принятия решений.

## Теория рационального выбора
Рациональное поведение — допущение, предполагающее, что индивидуальное экономическое поведение определяется стремлением к увеличению некоторых объективных или субъективных показателей. Гипотеза о рациональном поведении облегчает структурирование и анализ реального индивидуального поведения. Лежит в основе теории оценки стоимости на основе субъективной полезности.
В экономике рациональный выбор предполагает выполнение двух главных условий: согласованности (непротиворечивости) предпочтений экономического агента и его стремление к оптимизации (максимизации выгод и/или минимизации издержек). Оба условия описываются набором аксиом, которые позволяют строить математические модели поведения агента.
1. Согласованность предпочтений описывается двумя аксиомами:
  - аксиома полноты, в соответствии с которой агент всегда знает, какая из двух сравниваемых альтернатив лучше. При этом допускается безразличие между двумя и более исходами;
  - аксиома транзитивности, в соответствии с которой невозможно образование циклов в предпочтениях. Если первая альтернатива лучше второй, а вторая лучше третей, то агент с неизбежностью должен выбрать первую альтернативу при сравнении с третей. Обратное предпочтение создало бы порочный круг и стало бы источником нерациональности.
2. Оптимизация описывается аксиомой рациональности. Она говорит о том, что из множества доступных альтернатив агент выберет наиболее предпочтительную.

## Факторы, мешающие рациональному поведению
Одним из основных факторов, мешающих рациональному поведению, считается недостаток информации для принятия решения. Сбор и обработка информации может требовать затрат. Выбор, который был оптимален в условиях полной информации, может стать неоптимальным при её недостатке, так как затраты на поиск информации могут превышать выгоду от нахождения лучшего варианта. Такой подход к информационному ограничению был использован Джорджем Стиглером.
Рациональному поведению могут препятствовать когнитивные искажения, когда наличие информации не ведет к правильной её оценке. Например, люди плохо работают с представлениями о вероятности. Из-за этого возникают многочисленные парадоксы, связанные с поведением в условиях неопределенности (парадокс Алле, парадокс Эллсберга).
Существуют и другие причины. По мнению лауреата Нобелевской премии по экономике Джорджа Акерлофа и профессора Йельского университета Роберта Шиллера, людям мешают вести себя рационально следующие факторы:
- Доверие. Как положительные, так и отрицательные эмоции могут уменьшать или увеличивать степень рациональности во время принятия решения. Так, уверенность, вызванная рядом успехов, может внушить уверенность, что эта тенденция сохранится и в будущем, несмотря на явные свидетельства обратного.
- Справедливость. Справедливость важна, даже если она противоречит интересам человека. Таким образом, она может препятствовать рациональному поведению.
- Продажность. Нужно учитывать, что власть и деньги влияют на поведение людей, вызывая отклонения от рационального поведения.
- Денежная иллюзия. Склонность людей не учитывать в своих финансовых отчетах инфляцию приводит к неправильным решениям.
- Истории. Интересные истории запоминаются лучше цифр и фактов.

## Критика
Стивен Сандерсон упоминал (2012), что «несколько десятилетий наблюдал, как теорию рационального выбора ругают и порочат на основе совершенно неправильного понимания этого подхода».